# Forget-Tabak
Der Forget-Tabak (Nicotiana forgetiana) ist eine Pflanzenart aus der Gattung Tabak (Nicotiana).

## Merkmale
Der Forget-Tabak ist eine einjährige oder kurzlebige ausdauernde krautige Pflanze, die Wuchshöhen von 50 bis 100 Zentimeter erreicht. Die Rosettenblätter sind 15 bis 30 Zentimeter lang und fein behaart.
Die zwittrige Blüte ist fünfzählig. Die fünf Kronblätter sind röhrig verwachsen. Die hellgrüne und außen purpurrote Krone ist 2 bis 3,3 Zentimeter lang. Der Kronsaum hat breit eiförmige, spitze Lappen, wodurch die Krone in der Draufsicht sternförmig wirkt. Die Staubfäden sind gleich lang und entspringen alle unterhalb der Mitte der Kronröhre.
Die Blütezeit reicht von Juli bis September.
Die Chromosomenzahl beträgt 2n = 18.

## Vorkommen
Der Forget-Tabak kommt in Südost-Brasilien an Weg- und Straßenrändern und auf Trockenrasen vor.

## Nutzung
Der Forget-Tabak wird zerstreut als Zierpflanze für Rabatten genutzt. Die Art ist vermutlich seit dem 19. Jahrhundert in Kultur.

## Systematik
Die Art wird innerhalb der Gattung Nicotiana in die Sektion Alatae eingeordnet. Molekularbiologische Untersuchungen zeigten, dass Nicotiana bonariensis die Schwesterart zu Nicotiana forgetiana ist. Ein Hybride aus Nicotiana forgetiana × Nicotiana alata wird Nicotiana ×sanderae genannt.

## Belege